# Theresa Goell
Theresa Bathsheba Goell (* 17. Juli 1901 in Manhattan; † 18. Dezember 1985) war eine US-amerikanische Archäologin und Bauforscherin. Sie war eine Pionierin der Archäologie in der Region Kommagene im Südosten Kleinasiens und ist besonders bekannt für ihre Forschungen am Nemrut Dağı und ihr Vorantreiben geophysikalischer Methoden in der archäologischen Forschung.

## Leben

### Familie und Ausbildung
Theresa Goell war die Tochter von Mary Samowitz Goell und Jacob Goell. Kurz nach ihrer Geburt zog ihre Familie nach Brooklyn, wo sie aufwuchs und zur Schule ging. Sie besuchte die Erasmus High School, danach von 1919 bis 1921 die Syracuse University und von 1921 bis 1923 das Radcliffe College, wo sie als Mitglied der Phi-Beta-Kappa-Gesellschaft ihren Bachelor-Abschluss machte.
Während ihrer Zeit am Radcliffe College heiratete sie Cyrus Levinthal. Sie bekamen einen Sohn, Jay, und zogen 1926 gemeinsam nach England, um an der University of Cambridge zu studieren. Theresa Goell studierte Kunstgeschichte, Archäologie und Architektur am Newnham College. Sie machte ihren Abschluss in Architektur, entwickelte aber auch ein großes Interesse an der Archäologie des Nahen Ostens.
1932 ließen Theresa Goell und Cyrus Levinthal sich scheiden. Jay lebte daraufhin für zwei Jahre bei einer Tante, während Theresa Goell nach Jerusalem zog, um dort für die American Schools of Oriental Research zu arbeiten. Danach kehrte sie in die Vereinigten Staaten zurück und lebte mit ihrem Sohn in New York. Sie begann ein Aufbaustudium in Klassischer Archäologie an der New York University. Ihre Professoren rieten ihr von einer akademischen Karriere ab, zum einen, weil dies für Frauen um diese Zeit nicht üblich war, zum anderen, weil Theresa Goell unter starker Schwerhörigkeit litt. So entschied sie sich gegen eine Promotion. Da die politischen Unruhen im Nahen Osten archäologische Feldforschung in dieser Region unmöglich machten, arbeitete sie zeitweise als Schauwerbegestalterin und während des Zweiten Weltkrieges als Technische Zeichnerin für die United States Navy.

### Archäologische Arbeit
1946 lud die Archäologin Hetty Goldman, die dafür bekannt war, jüngere Kolleginnen zu fördern, Theresa Goell ein, an den Ausgrabungen in Tarsus in Kilikien teilzunehmen. Goell wurde in den folgenden Jahren zum festen Mitglied des dortigen Grabungsteams. Von Tarsus aus besuchte sie zum ersten Mal den Nemrut Dağı, einen Berg im damals noch weitgehend unerforschten Taurusgebirge, der die Grabstätte des Königs Antiochos I. von Kommagene beherbergt. Als sie versuchte, eine Genehmigung zur Erforschung des Grabes zu beantragen, stellte sich heraus, dass der deutsche Althistoriker Friedrich Karl Dörner ebenfalls plante, dort Ausgrabungen zu beginnen. Sie einigten sich schließlich, das Projekt gemeinsam zu bestreiten. Goell wurde zur Leiterin der Ausgrabungen, während Dörner als Epigraphiker teilnahm. Im Gegenzug übernahm Dörner die Leitung des Grabungsprojekts in der nahegelegenen antiken Residenzstadt Arsameia am Nymphaios, an dem Goell als Architektin mitwirkte. Nach einem ersten Survey und einigen Probegrabungen begann 1954 die erste Grabungssaison am Nemrut Dağı. Parallel arbeitete sie in Tarsus weiter und löste Hetty Goldman als Grabungsleiterin ab.
Es stellte sich bald heraus, dass die Erforschung des Inneren des Nemrut-Berges kaum möglich war, ohne eine gravierende Beschädigung der archäologischen Stätte in Kauf zu nehmen. Goell, der der Erhalt des Heiligtums als Kulturdenkmal am Herzen lag, hörte um diese Zeit von neuen Methoden der Geophysik, die bei der Erforschung etruskischer Gräber erstmals in der Archäologie Verwendung gefunden hatten. Goell beschloss, diese Verfahren in ihr Projekt einzuführen. Sie gewann die National Geographic Society als Sponsor und machte so das Nemrut-Projekt zur ersten archäologischen Grabung in der Türkei, in der geophysikalische Messungen angewandt wurden.
1964 nahm Theresa Goell neue Forschungen in Samosata, einer antiken Stadt am Westufer des Euphrat, auf, bei denen sie ebenfalls mit geophysikalischen Methoden arbeitete.
In den 1970er Jahren verschlechterte sich Goells Gesundheitszustand, und sie musste die Arbeit an ihren Projekten einschränken. Trotzdem versuchte sie, insbesondere die Arbeiten in Samosata voranzubringen, da bereits feststand, dass die Stadt für den Atatürk-Staudamm geflutet werden sollte. Dies verzögerte die Publikation der Nemrut-Grabung umso mehr, die ohnehin dadurch erschwert wurde, dass Dörner, der ebenfalls bei schlechter Gesundheit war, seinen Teil der Dokumentation nicht fertigstellen konnte. Bei Theresa Goells Tod im Jahr 1985 blieben die Publikationen beider Projekte unvollendet. 1996 veröffentlichte Donald H. Sanders, ein Mitarbeiter der Nemrut-Grabung, als Herausgeber die gesammelten Forschungsergebnisse vom Nemrut Dağı mit Arbeiten von Theresa Goell, Friedrich-Karl Dörner und anderen.
Ihr Nachlass, insbesondere ihre Grabungsnotizen und Zeichnungen, wird von der Universität Harvard und dem Radcliffe College in der Arthur and Elizabeth Schlesinger Library on the History of Women in America verwaltet.

## Ehrungen
1962 wurde Theresa Goell zum korrespondierenden Mitglied des Deutschen Archäologischen Instituts gewählt. 1973, bei den Feierlichkeiten zum 50. Jubiläum der Gründung der Türkischen Republik, ehrte die türkische Regierung sie für ihren Beitrag zur Erforschung der türkischen Geschichte und Kultur.

## Schriften (Auswahl)
- mit Friedrich Karl Dörner und Hans-Gert Bachmann: Arsameia am Nymphaios. Die Ausgrabungen im Hierothesion des Mithradates Kallinikos von 1953 bis 1956 (= Istanbuler Forschungen, Band 23). Berlin 1963.
- The Nemrud Dagh (Turkey) Geophysical Surveys of 1964. In: National Geographic Society Research Reports, 1964 Projects. 1969, S. 61–81.
- Samosata Archaeological Excavations, Turkey, 1967. In: National Geographic Society Research Reports, 1967 Projects. 1974, S. 83–109.
- Nemrud Dağı. The "Hierothesion" of Antiochus I of Commagene. Results of the American excavations, directed by Theresa B. Goell; Hrsg. von Donald H. Sanders, Winona Lake (Ind.), Eisenbrauns 1996. ISBN 1-57506-015-9

## Film
Über das Leben Theresa Goells erschien 2005 der Dokumentarfilm Queen of the Mountain. Die Regie führte Theresa Goells Nichte Martha Goell Lubell.